# Пера Педи
Пѐра Педѝ (на гръцки: Πέρα Πεδί) е село в Кипър, окръг Лимасол. Според статистическата служба на Република Кипър през 2001 г. селото има 66 жители.
Намира се на 4 km югоизточно от Платрес.